# Punta Marguareis
La Punta Marguareis o Marguarèis és una muntanya de 2.651 metres que es troba entre la Província de Cuneo a Itàlia i el departament dels Alps Marítims a França. El cim, després del tractat de pau de 1947, està situat en territori francès.

## Classificació
Segons la SOIUSA, el cim té la següent classificació:
- Gran part = Alps occidentals
- Gran sector = Alps del sud-oest
- Secció = Alps Lígurs
- Subsecció = Alps del Marguareis
- Supergrup = Cadena Marguareis-Mongioie
- Grup = Grup del Marguareis
- Codi = I/A-1.II-B.2.a